# Olympische Sommerspiele 2012/Teilnehmer (Guinea)
| Gelbes Symbol für Goldmedaillen mit stilisierten Olympischen Ringen | Graues Symbol für Silbermedaillen mit stilisierten Olympischen Ringen | Braundes Symbol für Bronzemedaillen mit stilisierten Olympischen Ringen |
| ------------------------------------------------------------------- | --------------------------------------------------------------------- | ----------------------------------------------------------------------- |
| —                                                                   | —                                                                     | —                                                                       |

Guinea nahm in London an den Olympischen Spielen 2012 teil. Es war die insgesamt zehnte Teilnahme an Olympischen Sommerspielen. Das Comité National Olympique et Sportif Guinéen nominierte vier Athleten in drei Sportarten.
Fahnenträger bei der Eröffnungsfeier war der Judoka Facinet Keita.

## Teilnehmer nach Sportart

### Judo
| Athleten      | Wettbewerb         | 1. Runde    | 1. Runde | Achtelfinale  | Achtelfinale  | Viertelfinale | Viertelfinale | Hoffnungsrunde Halbfinale | Hoffnungsrunde Halbfinale | Halbfinale    | Halbfinale    | Hoffnungsrunde Finale | Hoffnungsrunde Finale | Finale        | Finale        | Rang          |
| Athleten      | Wettbewerb         | Gegner      | Ergebnis | Gegner        | Ergebnis      | Gegner        | Ergebnis      | Gegner                    | Ergebnis                  | Gegner        | Ergebnis      | Gegner                | Ergebnis              | Gegner        | Ergebnis      | Rang          |
| ------------- | ------------------ | ----------- | -------- | ------------- | ------------- | ------------- | ------------- | ------------------------- | ------------------------- | ------------- | ------------- | --------------------- | --------------------- | ------------- | ------------- | ------------- |
| Männer        |                    |             |          |               |               |               |               |                           |                           |               |               |                       |                       |               |               |               |
| Facinet Keita | Klasse über 100 kg | R. Blas jr. | 101-0002 | ausgeschieden | ausgeschieden | ausgeschieden | ausgeschieden | ausgeschieden             | ausgeschieden             | ausgeschieden | ausgeschieden | ausgeschieden         | ausgeschieden         | ausgeschieden | ausgeschieden | ausgeschieden |

### Leichtathletik
Laufen und Gehen
| Athleten      | Wettbewerb | Vorlauf     | Vorlauf | Halbfinale | Halbfinale | Finale | Finale | Rang |
| Athleten      | Wettbewerb | Zeit        | Rang    | Zeit       | Rang       | Zeit   | Rang   | Rang |
| ------------- | ---------- | ----------- | ------- | ---------- | ---------- | ------ | ------ | ---- |
| Frauen        |            |             |         |            |            |        |        |      |
| Aissata Toure | 100 m      | 13,25 s     | 7       | –          | –          | –      | –      | 24   |
| Männer        |            |             |         |            |            |        |        |      |
| Mamadou Barry | 1500 m     | 4:05,08 min | 14      | –          | –          | –      | –      | 42   |

### Schwimmen
| Athleten    | Wettbewerb  | Vorlauf | Vorlauf | Halbfinale | Halbfinale | Finale | Finale | Rang |
| Athleten    | Wettbewerb  | Zeit    | Rang    | Zeit       | Rang       | Zeit   | Rang   | Rang |
| ----------- | ----------- | ------- | ------- | ---------- | ---------- | ------ | ------ | ---- |
| Frauen      |             |         |         |            |            |        |        |      |
| Dede Camara | 100 m Brust | 1:38.51 | 8       | –          | –          | –      | –      | 46   |